# Olof Torén
Olof Torén, född den 1 oktober 1718 i Sätila, Älvsborgs län, död den 17 augusti 1753 i Näsinge socken, Göteborgs och Bohus län, var en svensk präst och botanist samt en av Linnés lärjungar. 

## Biografi
Torén var son till kronolänsmannen Bengt Toreen och Magdalena Olufsdotter Brandtberg. Efter prästvigning 1747 reste Torén 1748–1749 som skeppspräst på Ostindiska Kompaniets skepp Hoppet till Kanton. Efter hemkomsten mönstrade han på skeppet Götha Leijon, som besökte Surat och Kanton, en resa som företogs 1750–1752. Hans brev till Linné trycktes som bihang till Pehr Osbecks reseberättelse. Han skickade omfattande botaniska samlingar hem till Sverige som finns hos  Linnean Society of London. Torén insjuknade under resan och dog, 35 år gammal, en kort tid efter hemkomsten.  
Torén räknas som en av Linnés apostlar. Växtsläktet Torenia är uppkallat efter honom.